# آری اسخانس
آری اسخانس (هلندی: Arie Schans؛ زادهٔ ۱۲ دسامبر ۱۹۵۲) مربی فوتبال اهل هلند بود.
وی سرمربی تیم‌هایی همچون تیم ملی فوتبال بوتان و تیم ملی فوتبال نامیبیا بوده‌است.